# Rally d'Argentina 2017

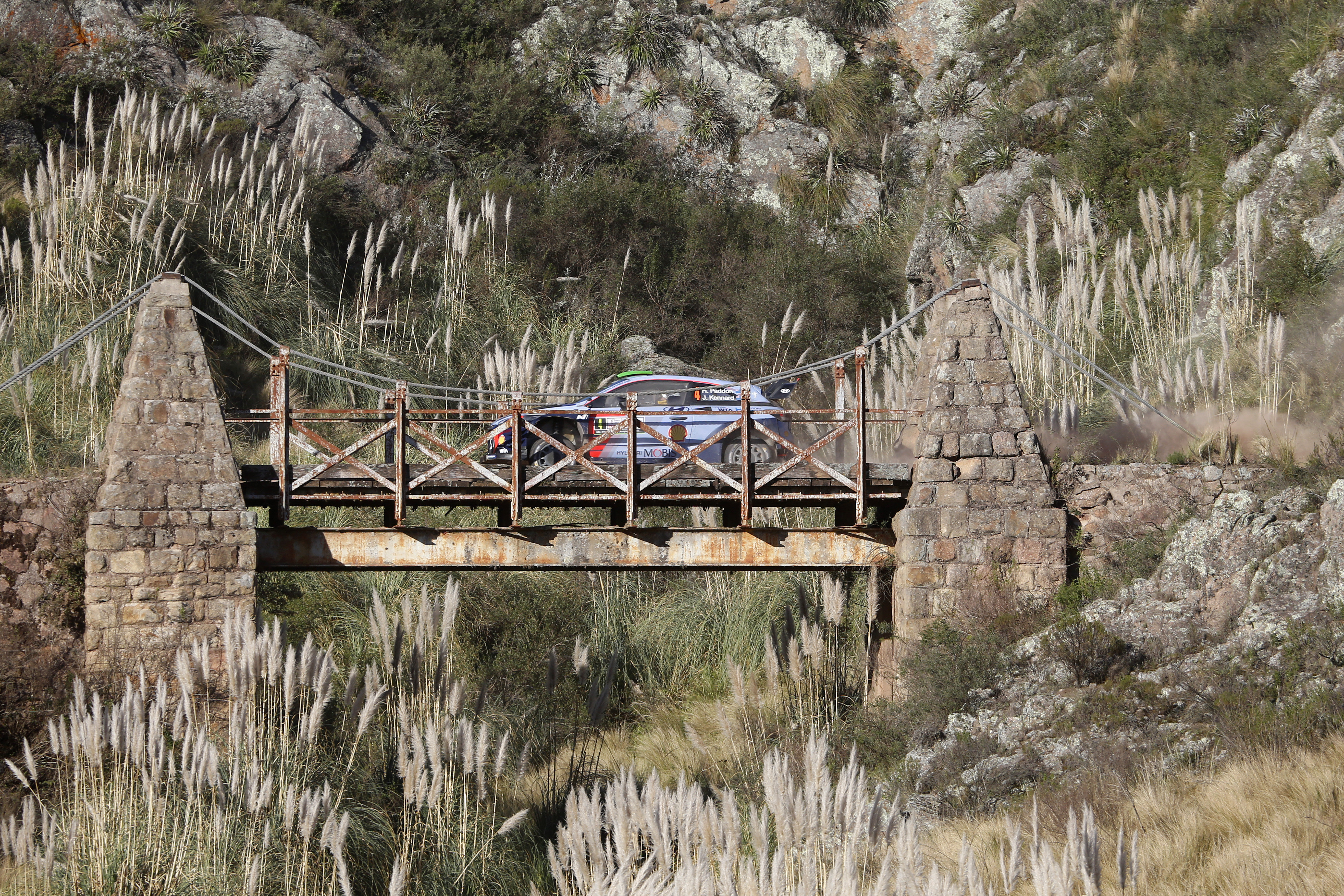
Hayden Paddon durante l'attraversamento di un ponte

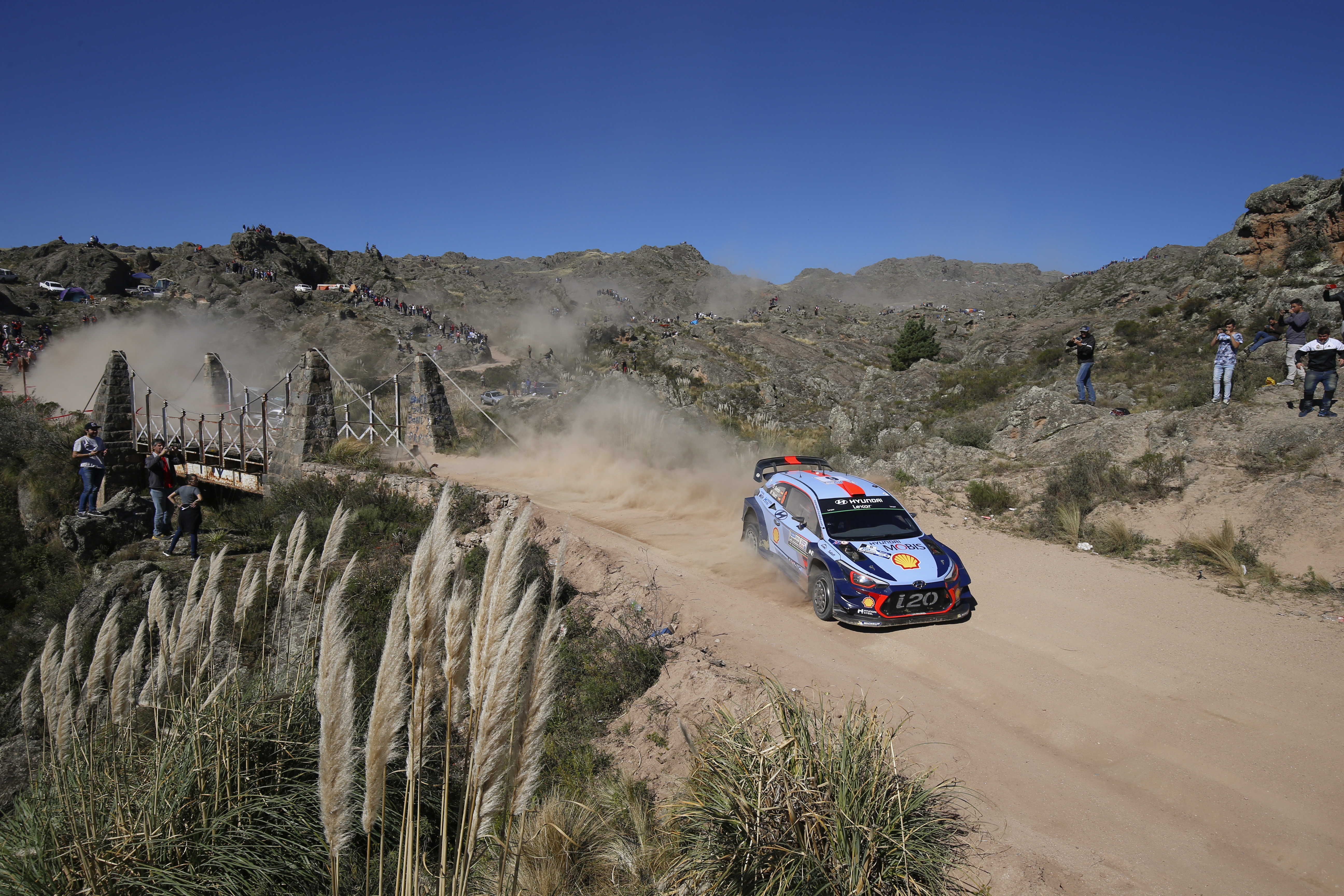
Dani Sordo in gara

Il Rally d'Argentina 2017, ufficialmente denominato 37º YPF Rally Argentina, è stata la quinta prova del campionato del mondo rally 2017 nonché la trentasettesima edizione del Rally d'Argentina e la trentacinquesima con valenza mondiale. La manifestazione si è svolta dal 27 al 30 aprile sugli sterrati che attraversano le montagne e gli altipiani della Provincia di Córdoba e il parco assistenza per i concorrenti venne allestito a Villa Carlos Paz.
L'evento è stato vinto dal belga Thierry Neuville, navigato dal connazionale Nicolas Gilsoul, al volante di una Hyundai i20 Coupe WRC della squadra ufficiale Hyundai Motorsport, davanti ai britannici Elfyn Evans e Daniel Barritt, su Ford Fiesta WRC della scuderia inglese M-Sport World Rally Team e all'equipaggio estone composto da Ott Tänak e Martin Järveoja, sempre su Fiesta WRC del team M-Sport.
Gli svedesi Pontus Tidemand e Jonas Andersson, su Škoda Fabia R5 della squadra Škoda Motorsport, hanno invece conquistato il successo nel campionato WRC-2.

## Dati della prova
| Denominazione ufficiale             | YPF Rally Argentina                                                  |
| Edizione N°                         | 37                                                                   |
| Tappa N°                            | 5 di 13                                                              |
| Data manifestazione                 | da giovedì 27/04/2017 a domenica 30/04/2017                          |
| Sede ospitante                      | Villa Carlos Paz (dipartimento di Punilla, provincia di Córdoba)     |
| Sede parco assistenza               | Villa Carlos Paz (dipartimento di Punilla, provincia di Córdoba)     |
| Superficie                          | Terra                                                                |
| Direttore di gara                   | Alfredo Menendez                                                     |
| Iscritti                            | 26                                                                   |
| Partiti                             | 22                                                                   |
| Arrivati                            | 17 (77,3%)                                                           |
| Prove speciali                      | 18                                                                   |
| Prova più breve                     | 1,75 km (PS1: Super Especial Ciudad de Cordoba)                      |
| Prova più lunga                     | 38,68 km (PS11 e PS14: Los Gigantes - Cantera el Condor)             |
| Prova più lenta                     | velocità media di 55,36 km/h (PS1: Super Especial Ciudad de Cordoba) |
| Prova più veloce                    | velocità media di 118,91 km/h (PS3: Amboy - Santa Monica 1)          |
| Lunghezza prove speciali disputate  | 357,59 km (25,2% della distanza totale)                              |
| Lunghezza complessiva trasferimenti | 1060,59 km                                                           |
| Distanza totale effettiva           | 1418,18 km                                                           |

## Itinerario
La manifestazione si disputò interamente nella provincia di Córdoba, articolandosi in 18 prove speciali distribuite in quattro giorni ed ebbe sede a Villa Carlos Paz, città situata nel dipartimento di Punilla a circa 36 km dal capoluogo, dove venne allestito anche il parco assistenza per tutti i concorrenti e la cerimonia finale di premiazione.
Il rally ebbe inizio giovedì 27 aprile con il mini-circuito di 1,90 km realizzato su una superficie mista nella città di Córdoba.
La seconda frazione (disputatasi venerdì 30 aprile) si articolava invece in due classici loop di quattro prove ciascuno, da svolgersi uno al mattino e uno al pomeriggio; le prime tre prove, che non si disputavano dal 2008, hanno visto i concorrenti cimentarsi lungo gli sterrati sabbiosi del dipartimento di Calamuchita, toccando le località di San Agustín, Amboy, Santa Monica, Villa General Belgrano e Santa Rosa de Calamuchita mentre l'ultima prova si disputò a Villa Carlos Paz, lungo un tracciato costruito all'interno del Parque Tématico della cittadina.
Durante la terza frazione (sabato 1º maggio) si gareggiò invece nel dipartimento di Punilla, a Nord-Ovest della sede del rally, lungo le ruvide e rocciose strade che si snodano lungo l'omonima valle, nell'impegnativo giro comprendente la prova di Los Gigantes-Cantera el Condor, in questa edizione la prova più lunga del rally con 38,68 km, e quelle poste nei territori di Tanti, Cosquín e le suggestive località di Boca del Arroyo e Bajo del Pungo.
Nella giornata finale di domenica 2 maggio ci si spostò verso Sud per disputare le ultime tre prove del rally, una lungo la valle di Traslasierra, nei suggestivi scenari lunari percorsi tra le località di Mina Clavero e Giulio Cesare mentre le rimanenti due si corsero nella classica e tortuosa tappa di El Condor, valevole anche come power stage nel secondo passaggio.
| Frazione            | Prova  | Ora    | Nome                                           | Lunghezza | Totale    |
| ------------------- | ------ | ------ | ---------------------------------------------- | --------- | --------- |
| Frazione 1 (27 apr) | PS1    | 19:08  | Super Especial Ciudad de Cordoba               | 1,75 km   | 1,75 km   |
|                     |        |        |                                                |           |           |
| Frazione 2 (28 apr) |        | 07:00  | Assistenza – Villa Carlos Paz (15 min)         | –         | 140,56 km |
| Frazione 2 (28 apr) | PS2    | 08:38  | San Agustín - Villa General Belgrano 1         | 19,95 km  | 140,56 km |
| Frazione 2 (28 apr) | PS3    | 09:41  | Amboy - Santa Monica 1                         | 20,44 km  | 140,56 km |
| Frazione 2 (28 apr) | PS4    | 10:24  | Santa Rosa - San Agustín 1                     | 23,85 km  | 140,56 km |
| Frazione 2 (28 apr) | PS5    | 12:29  | Super Especial Parque Tematico 1               | 6,04 km   | 140,56 km |
| Frazione 2 (28 apr) |        | 10:11  | Assistenza – Villa Carlos Paz (30 min)         | –         | 140,56 km |
| Frazione 2 (28 apr) | PS6    | 15:02  | San Agustín - Villa General Belgrano 2         | 19,95 km  | 140,56 km |
| Frazione 2 (28 apr) | PS7    | 16:05  | Amboy - Santa Monica 2                         | 20,44 km  | 140,56 km |
| Frazione 2 (28 apr) | PS8    | 16:48  | Santa Rosa - San Agustín 2                     | 23,85 km  | 140,56 km |
| Frazione 2 (28 apr) | PS9    | 19:08  | Super Especial Parque Tematico 2               | 6,04 km   | 140,56 km |
| Frazione 2 (28 apr) |        | 19:45  | Assistenza (flexi) – Villa Carlos Paz (45 min) | –         | 140,56 km |
|                     |        |        |                                                |           |           |
| Frazione 3 (29 apr) |        | 07:20  | Assistenza – Villa Carlos Paz (15 min)         | –         | 160,00 km |
| Frazione 3 (29 apr) | PS10   | 08:04  | Tanti - Villa Bustos 1                         | 20,80 km  | 160,00 km |
| Frazione 3 (29 apr) | PS11   | 09:17  | Los Gigantes - Cantera El Condor 1             | 38,68 km  | 160,00 km |
| Frazione 3 (29 apr) | PS12   | 10:10  | Boca del Arroyo - Bajo del Pungo 1             | 20,52 km  | 160,00 km |
| Frazione 3 (29 apr) |        | 12:05  | Assistenza – Villa Carlos Paz (30 min)         | –         | 160,00 km |
| Frazione 3 (29 apr) | PS13   | 13:08  | Tanti - Villa Bustos 2                         | 20,80 km  | 160,00 km |
| Frazione 3 (29 apr) | PS14   | 14:21  | Los Gigantes - Cantera El Condor 2             | 38,68 km  | 160,00 km |
| Frazione 3 (29 apr) | PS15   | 15:14  | Boca del Arroyo - Bajo del Pungo 2             | 20,52 km  | 160,00 km |
| Frazione 3 (29 apr) |        | 17:04  | Assistenza (flexi) – Villa Carlos Paz (45 min) | –         | 160,00 km |
|                     |        |        |                                                |           |           |
| Frazione 4 (30 apr) |        | 07:15  | Assistenza – Villa Carlos Paz (15 min)         | –         | 55,28 km  |
| Frazione 4 (30 apr) | PS16   | 09:13  | El Condor - Copina                             | 16,32 km  | 55,28 km  |
| Frazione 4 (30 apr) | PS17   | 10:56  | Mina Clavero - Giulio Cesare                   | 22,64 km  | 55,28 km  |
| Frazione 4 (30 apr) | PS18   | 12:18  | Power Stage El Condor                          | 16,32 km  | 55,28 km  |
| Frazione 4 (30 apr) |        | 13:41  | Assistenza – Villa Carlos Paz (10 min)         | –         | 55,28 km  |
| Totale              | Totale | Totale | Totale                                         | Totale    | 357,59 km |

## Resoconto
I vincitori Thierry Neuville e Nicolas Gilsoul, alla seconda vittoria consecutiva stagionale dopo il successo ottenuto al Tour de Corse, si aggiudicarono la tappa argentina solo all'ultima speciale, al termine di un'avvincente rimonta nei confronti dei britannici Elfyn Evans e Daniel Barritt, alfieri della M-Sport, giunti al traguardo a soli 7 decimi di secondo dai portacolori della Hyundai e dopo aver guidato il rally dalla seconda alla penultima prova speciale, dominando l'intera giornata del venerdì ma iniziando a perdere terreno durante quella del sabato e pagando ben 11 secondi nell'ultima speciale (la durissima El Condor) per problemi ai freni dovuti alle conseguenze di errore del gallese che urtò qualcosa durante l'attraversamento di un ponte. In 45 anni di storia del campionato mondiale soltanto in altre due occasioni si ebbe un divario inferiore tra primo e secondo posto finale. Terzo è giunto l'equipaggio estone composto da Ott Tänak e Martin Järveoja, sempre su Fiesta WRC del team M-Sport, a circa 30 secondi di distanza, dopo aver amministrato con prudenza la posizione raggiunta nei tre giorni di gara. Soltanto quarti, a poco meno un minuto dal podio, i leader della classifica generale Sébastien Ogier e Julien Ingrassia, autori di alcuni errori sia al venerdì che al sabato e quinti i finlandesi Jari-Matti Latvala e Miikka Anttila su Toyota Yaris WRC, anche loro non esenti da difficoltà durante le difficili speciali sudamericane. Il vincitore della precedente edizione, il neozelandese Hayden Paddon, navigato dal connazionale John Kennard, concluse al sesto posto dopo un travagliato week-end caratterizzato da vari cedimenti meccanici tra cui la rottura della barra antirollio al venerdì e del servosterzo al sabato.
Tra i piloti di punta si registrò nuovamente il ritiro di Kris Meeke, punta della squadra Citroën, ribaltatosi venerdì, ripartito al sabato con la regola del rally 2 ma costretto all'abbandono per essersi ribaltato una seconda volta. Il suo compagno di squadra Craig Breen uscì di strada in quinta marcia sempre venerdì, terminando il rally in quindicesima posizione a circa un'ora e venti dal vincitore. Da rimarcare la buona prestazione del norvegese Mads Østberg, alla guida di una Fiesta WRC privata, il quale fu secondo al termine della prima giornata e quarto sino alla penultima prova del sabato, quando l'urto contro una roccia danneggiò la sua sospensione e lo costrinse a concludere il rally in ottava posizione assoluta.
Si confermarono in vetta alla classifica Ogier e Ingrassia, i quali allungarono ancora su Latvala e Anttila mentre i vincitori Neuville e Gilsoul, forti anche dei 5 punti conquistati nella power stage, si portarono a soli due punti di distanza dall'equipaggio finlandese. Tra i costruttori M-Sport e Hyundai mantennero i primi due posti senza sostanziali variazioni nel loro divario, mentre Toyota aumentò il distacco nei confronti della Citroën, reduce da un week-end poco soddisfacente.

## Risultati

### Classifica
| Pos.     | Nº       | Pilota             | Co-pilota          | Auto                  | Squadra                  | Classe      | Tempo     | Distacco | Punti    |
| Generale | Generale | Generale           | Generale           | Generale              | Generale                 | Generale    | Generale  | Generale | Generale |
| -------- | -------- | ------------------ | ------------------ | --------------------- | ------------------------ | ----------- | --------- | -------- | -------- |
| 1.       | 5        | Thierry Neuville   | Nicolas Gilsoul    | Hyundai i20 Coupe WRC | Hyundai Motorsport       | WRC         | 3h38'10"6 | –        | 30       |
| 2.       | 3        | Elfyn Evans        | Daniel Barritt     | Ford Fiesta WRC       | M-Sport World Rally Team | WRC         | 3h38'11"3 | +0"7     | 22       |
| 3.       | 2        | Ott Tänak          | Martin Järveoja    | Ford Fiesta WRC       | M-Sport World Rally Team | WRC         | 3h38'40"5 | +29"9    | 18       |
| 4.       | 1        | Sébastien Ogier    | Julien Ingrassia   | Ford Fiesta WRC       | M-Sport World Rally Team | WRC         | 3h39'35"3 | +1'24"7  | 14       |
| 5.       | 10       | Jari-Matti Latvala | Miikka Anttila     | Toyota Yaris WRC      | Toyota Gazoo Racing WRT  | WRC         | 3h39'58"7 | +1'48"1  | 11       |
| 6.       | 4        | Hayden Paddon      | John Kennard       | Hyundai i20 Coupe WRC | Hyundai Motorsport       | WRC         | 3h45'53"3 | +7'42"7  | 8        |
| 7.       | 11       | Juho Hänninen      | Kaj Lindström      | Toyota Yaris WRC      | Toyota Gazoo Racing WRT  | WRC         | 3h49'27"5 | +11'16"9 | 6        |
| 8.       | 6        | Dani Sordo         | Marc Martí         | Hyundai i20 Coupe WRC | Hyundai Motorsport       | WRC         | 3h52'54"7 | +14'44"1 | 4        |
| 9.       | 14       | Mads Østberg       | Ola Fløene         | Ford Fiesta WRC       | M-Sport World Rally Team | WRC         | 3h53'21"9 | +15'11"3 | 2        |
| 10.      | 31       | Pontus Tidemand    | Jonas Andersson    | Škoda Fabia R5        | Škoda Motorsport         | RC2 / WRC-2 | 3h55'42"7 | +17'32"1 | 1        |
| WRC-2    |          |                    |                    |                       |                          |             |           |          |          |
| 1. (10.) | 31       | Pontus Tidemand    | Jonas Andersson    | Škoda Fabia R5        | Škoda Motorsport         | RC2 / WRC-2 | 3h55'42"7 | –        | 25       |
| 2. (11.) | 36       | Juan Carlos Alonso | Matias Mercadal    | Škoda Fabia R5        | -                        | RC2 / WRC-2 | 4h05'54"0 | +10'11"3 | 18       |
| 3. (12.) | 32       | Benito Guerra      | Daniel Cué         | Škoda Fabia R5        | Motorsport Italia        | RC2 / WRC-2 | 4h38'48"2 | +43'05"5 | 15       |
| 4. (13.) | 35       | Gustavo Saba       | Fernando Mussano   | Škoda Fabia R5        | -                        | RC2 / WRC-2 | 4h45'57"3 | +50'14"6 | 12       |
| 5. (14.) | 34       | Hubert Ptaszek     | Maciej Szczepaniak | Škoda Fabia R5        | Orlen Team               | RC2 / WRC-2 | 4h48'10"2 | +2'12"9  | 10       |

| Principali ritiri | Principali ritiri | Principali ritiri | Principali ritiri | Principali ritiri | Principali ritiri           | Principali ritiri | Principali ritiri | Principali ritiri |
| PS                | Nº                | Pilota            | Co-pilota         | Auto              | Squadra                     | Classe            | Causa             | Pos.              |
| ----------------- | ----------------- | ----------------- | ----------------- | ----------------- | --------------------------- | ----------------- | ----------------- | ----------------- |
| PS 14             | 7                 | Kris Meeke        | Paul Nagle        | Citroën C3 WRC    | Citroën Total Abu Dhabi WRT | WRC               | Capottamento      | 14º               |
| PS 17             | 37                | Lorenzo Bertelli  | Simone Scattolin  | Ford Fiesta WRC   | M-Sport World Rally Team    | WRC               | Cambio            | 8º                |
| PS 18             | 8                 | Craig Breen       | Scott Martin      | Citroën C3 WRC    | Citroën Total Abu Dhabi WRT | WRC               | Rottura meccanica | 16º               |

Legenda
| Icona | Classe                                                                               |
| ----- | ------------------------------------------------------------------------------------ |
| WRC   | Equipaggio di classe WRC che può conquistare punti per il campionato costruttori     |
| WRC   | Equipaggio di classe WRC che non può conquistare punti per il campionato costruttori |
| WRC-T | Equipaggio di classe WRC (ante 2017) registrato al campionato WRC Trophy             |
| WRC-2 | Equipaggio registrato al campionato WRC-2                                            |
| WRC-3 | Equipaggio registrato al campionato WRC-3                                            |
| JWRC  | Equipaggio registrato al campionato Junior WRC                                       |
|       | Ulteriori classificazioni                                                            |

### Prove speciali
| Frazione            | Prova | Ora   | Nome                                    | Lunghezza | Vincitori                                                     | Tempo   | Leader del rally                 |
| ------------------- | ----- | ----- | --------------------------------------- | --------- | ------------------------------------------------------------- | ------- | -------------------------------- |
| Frazione 1 (27 Apr) | PS1   | 19:08 | Super Especial Ciudad de Cordoba        | 1,90 km   | Sébastien Ogier Julien Ingrassia                              | 1'53"8  | Sébastien Ogier Julien Ingrassia |
|                     |       |       |                                         |           |                                                               |         |                                  |
| Frazione 2 (28 Apr) | PS2   | 08:38 | San Agustín - Villa General Belgrano 1  | 19,95 km  | Elfyn Evans Daniel Barritt                                    | 12'42"3 | Elfyn Evans Daniel Barritt       |
| Frazione 2 (28 Apr) | PS3   | 09:41 | Amboy - Santa Monica 1                  | 20,44 km  | Elfyn Evans Daniel Barritt                                    | 10'18.8 | Elfyn Evans Daniel Barritt       |
| Frazione 2 (28 Apr) | PS4   | 10:24 | Santa Rosa - San Agustín 1              | 23,85 km  | Elfyn Evans Daniel Barritt                                    | 13'44"8 | Elfyn Evans Daniel Barritt       |
| Frazione 2 (28 Apr) | PS5   | 12:29 | Super Especial Parque Tematico 1        | 6,04 km   | Elfyn Evans Daniel Barritt                                    | 4'43"5  | Elfyn Evans Daniel Barritt       |
| Frazione 2 (28 Apr) | PS6   | 15:02 | San Augustin - Villa General Belgrano 2 | 19,95 km  | Elfyn Evans Daniel Barritt                                    | 12'35"9 | Elfyn Evans Daniel Barritt       |
| Frazione 2 (28 Apr) | PS7   | 16:05 | Amboy - Santa Monica 2                  | 20,44 km  | Elfyn Evans Daniel Barritt e Hayden Paddon Sebastian Marshall | 10'21"1 | Elfyn Evans Daniel Barritt       |
| Frazione 2 (28 Apr) | PS8   | 16:48 | Santa Rosa - San Augustin 2             | 23,85 km  | Hayden Paddon Sebastian Marshall                              | 13'39"0 | Elfyn Evans Daniel Barritt       |
| Frazione 2 (28 Apr) | PS9   | 19:08 | Super Especial Parque Tematico 2        | 6,04 km   | Thierry Neuville Nicolas Gilsoul                              | 4'49"4  | Elfyn Evans Daniel Barritt       |
|                     |       |       |                                         |           |                                                               |         | Elfyn Evans Daniel Barritt       |
| Frazione 3 (29 Apr) | PS10  | 08:04 | Tanti - Villa Bustos 1                  | 20,80 km  | Elfyn Evans Daniel Barritt                                    | 11'00"2 | Elfyn Evans Daniel Barritt       |
| Frazione 3 (29 Apr) | PS11  | 09:17 | Los Gigantes - Cantera El Condor 1      | 38,68 km  | Kris Meeke Paul Nagle                                         | 20'01"6 | Elfyn Evans Daniel Barritt       |
| Frazione 3 (29 Apr) | PS12  | 10:10 | Boca del Arroyo - Bajo del Pungo 1      | 20,52 km  | Kris Meeke Paul Nagle                                         | 13'18"2 | Elfyn Evans Daniel Barritt       |
| Frazione 3 (29 Apr) | PS13  | 13:08 | Tanti - Villa Bustos 2                  | 20,80 km  | Ott Tänak Martin Järveoja                                     | 10'47"9 | Elfyn Evans Daniel Barritt       |
| Frazione 3 (29 Apr) | PS14  | 14:21 | Los Gigantes - Cantera El Condor 2      | 38,68 km  | Thierry Neuville Nicolas Gilsoul e Ott Tänak Martin Järveoja  | 19'45"5 | Elfyn Evans Daniel Barritt       |
| Frazione 3 (29 Apr) | PS15  | 15:14 | Boca del Arroyo - Bajo del Pungo 2      | 20,52 km  | Thierry Neuville Nicolas Gilsoul                              | 12'59"5 | Elfyn Evans Daniel Barritt       |
|                     |       |       |                                         |           |                                                               |         | Elfyn Evans Daniel Barritt       |
| Frazione 4 (30 Apr) | PS16  | 09:13 | El Condor - Copina                      | 16,32 km  | Ott Tänak Martin Järveoja                                     | 13'07"0 | Elfyn Evans Daniel Barritt       |
| Frazione 4 (30 Apr) | PS17  | 10:56 | Mina Clavero - Giulio Cesare            | 22,64 km  | Thierry Neuville Nicolas Gilsoul                              | 18'05"0 | Elfyn Evans Daniel Barritt       |
| Frazione 4 (30 Apr) | PS18  | 12:18 | Power Stage El Condor                   | 16,32 km  | Thierry Neuville Nicolas Gilsoul                              | 13'00"1 | Thierry Neuville Nicolas Gilsoul |

### Power stage
PS18: El Condor di 16,32 km, disputatasi domenica 30 aprile 2017 alle ore 12:18 (UTC-3).
| Pos. | No. | Pilota             | Co-pilota        | Auto                  | Classe | Tempo   | Distacco | Punti |
| ---- | --- | ------------------ | ---------------- | --------------------- | ------ | ------- | -------- | ----- |
| 1    | 5   | Thierry Neuville   | Nicolas Gilsoul  | Hyundai i20 Coupe WRC | WRC    | 13'00"1 | –        | 5     |
| 2    | 3   | Elfyn Evans        | Daniel Barritt   | Ford Fiesta WRC       | WRC    | 13'01"4 | +1"3     | 4     |
| 3    | 2   | Ott Tänak          | Martin Järveoja  | Ford Fiesta WRC       | WRC    | 13'02"8 | +2"7     | 3     |
| 4    | 1   | Sébastien Ogier    | Julien Ingrassia | Ford Fiesta WRC       | WRC    | 13'04"3 | +4"2     | 2     |
| 5    | 1   | Jari-Matti Latvala | Miikka Anttila   | Toyota Yaris WRC      | WRC    | 13'08"5 | +8"4     | 1     |

## Classifiche mondiali
Classifica piloti
| Pos. | Pos. | Pilota             | Punti |
| ---- | ---- | ------------------ | ----- |
| 1    |      | Sébastien Ogier    | 102   |
| 2    |      | Jari-Matti Latvala | 86    |
| 3    |      | Thierry Neuville   | 84    |
| 4    |      | Ott Tänak          | 66    |
| 5    |      | Dani Sordo         | 51    |
| 6    | 3    | Elfyn Evans        | 42    |
| 7    | 1    | Craig Breen        | 33    |
| 8    |      | Hayden Paddon      | 33    |
| 9    | 2    | Kris Meeke         | 27    |
| 10   | 2    | Juho Hänninen      | 15    |
| 11   | 1    | Andreas Mikkelsen  | 12    |
| 12   | 1    | Stéphane Lefebvre  | 10    |
| 13   |      | Teemu Suninen      | 5     |
| 14   |      | Jan Kopecký        | 4     |
| 15   |      | Pontus Tidemand    | 4     |
| 16   | N    | Mads Østberg       | 2     |
| 17   | 1    | Stéphane Sarrazin  | 2     |
| 18   | 1    | Bryan Bouffier     | 1     |
| 18   | 1    | Yohan Rossel       | 1     |

Classifica co-piloti
| Pos. | Pos. | Co-pilota              | Punti |
| ---- | ---- | ---------------------- | ----- |
| 1    |      | Julien Ingrassia       | 102   |
| 2    |      | Miikka Anttila         | 86    |
| 3    |      | Nicolas Gilsoul        | 84    |
| 4    |      | Martin Järveoja        | 66    |
| 5    |      | Marc Martí             | 51    |
| 6    | 3    | Daniel Barritt         | 42    |
| 7    | 1    | Scott Martin           | 33    |
| 8    |      | John Kennard           | 33    |
| 9    | 2    | Paul Nagle             | 27    |
| 10   | 2    | Kaj Lindström          | 15    |
| 11   | 1    | Anders Jæger           | 12    |
| 12   | 1    | Gabin Moreau           | 10    |
| 13   |      | Mikko Markkula         | 5     |
| 14   |      | Pavel Dresler          | 4     |
| 15   |      | Jonas Andersson        | 4     |
| 16   | N    | Ola Fløene             | 2     |
| 17   | 1    | Jacques Julien Renucci | 2     |
| 18   | 1    | Denis Giraudet         | 1     |
| 18   | 1    | Benoît Fulcrand        | 1     |

Classifica costruttori WRC
| Pos. | Pos. | Squadra                     | Punti |
| ---- | ---- | --------------------------- | ----- |
| 1    |      | M-Sport World Rally Team    | 162   |
| 2    |      | Hyundai Motorsport          | 140   |
| 3    |      | Toyota Gazoo Racing WRC     | 99    |
| 4    |      | Citroën Total Abu Dhabi WRT | 77    |